# سییان
سییان دهستانی در استان آبیلای اسپانیا است.
در این دهستان ۱۴۴ نفر زندگی می‌کنند. مساحت این دهستان ۱۴٫۰۷ کیلومتر مربع است.